# Амурская военная флотилия
Аму́рская флоти́лия — несколько раз создававшееся объединение военных кораблей вооружённых сил России, различных периодов времени, на реке Амур и других реках Дальнего Востока.
В литературе встречаются наименования — «Амурская речная флотилия», «Краснознамённая Амурская флотилия», «Амурская Красная речная флотилия», «КАФ».

## История Амурской военной флотилии

### Становление флотилии
Первые документальные упоминания об Амуре, других реках и прилегающих к ним территориях доставил в Якутск атаман М. Перфильев, промышлявший со своим отрядом казаков (государев людей) летом 1636 года на реке Витим.
В период с 1639 года по 1640 год приходят отрывочные сведения об Амурской земле от И. Ю. Москвитина, собравшего их у туземных племён, населявших берега Охотского моря.
Первые русские боевые суда появились на реке Амур летом 1644 года — это были струги казачьего головы Василия Пояркова, который с небольшим отрядом в 85 человек совершил сплав по реке и после зимовки в низовьях Амура вернулся через Охотское море в Якутский острог.
Второй экспедиции под руководством атамана Ерофея Хабарова, которая вышла на Амур в 1650 году также на стругах, удалось на время создать русские поселения по Амуру, но после неудачных военных действий с цинским Китаем в 1689 г. по условиям неравноправного Нерчинского мира русские были вынуждены оставить Амур на 160 лет.
10 июля 1850 года в результате экспедиции капитан-лейтенанта Геннадия Невельского (впоследствии преобразованной в Амурскую экспедицию) низовья Амура стали вновь доступны для России, и 18 мая 1854 года построенный на реке Шилке пароход «Аргунь» Сибирской военной флотилии вышел в Амур и впервые осуществил сплав до низовьев, став первым кораблем Военно-Морского Флота России в верхнем и среднем течении этой реки. 

Почти одновременно, в 1855 году в низовьях Амура совершила плавание винтовая шхуна «Восток» той же флотилии и паровой баркас «Надежда» Амурской экспедиции.
Ко времени заключения Айгунского трактата в 1858 г. и чуть позже (к 1863 г.) Россия имела на реках Амур и Уссури пару деревянных канонерских лодок и пароходы «Сунгача» и «Уссури» для плаваний по рекам Уссури, Сунгача и озеру Ханка. Все эти корабли организационно входили в состав Сибирской флотилии Морского ведомства.
Тем не менее, постоянного соединения Военно-Морского Флота на Амуре не существовало ещё около 60 лет, несмотря даже на обострения в отношениях с Китаем в 1860 и 1880 гг.
По Амуру и его притокам с 1860-х гг. ходили частные и казённые пароходы, часть из которых принадлежала Военному ведомству и могла вооружаться: «Зея», «Онон», «Ингода», «Чита», «Константин», «Генерал Корсаков». На Амуре также находились невооружённые пароходы Сибирской флотилии «Шилка», «Амур», «Лена», «Сунгача», «Уссури», «Буксир», «Польза», «Успех», винтовые баркасы и баржи. Пароходы, в основном, занимались хозяйственными перевозками и снабжением. К концу XIX века по Амуру и притокам ходили 160 паровых судов и 261 баржа.

### 1895—1905 годы
Первое соединение появилось в 1895—1897 гг., хотя оно и не было военно-морским.
Для обороны линии границы, обслуживания казачьих станиц, расположенных на берегах Амура, Уссури и Шилки, была создана Амурско-Уссурийская казачья флотилия. Состояла она первоначально из пароходов «Атаман» (флагман), «Казак Уссурийский», парового катера «Дозорный», барж «Лена» и «Булава». В экипажах числились забайкальские, амурские, уссурийские казаки. Старший командир (должность, приравненная по статусу к должности командира отдельной казачьей сотни) до 1901 г. — Лухманов, Дмитрий Афанасьевич. Финансирование флотилии было определено из средств сразу двух казачьих войск — Амурского (8976 руб. в год) и Уссурийского (17423 руб. в год). Также казаки заготовляли дрова и уголь для судов флотилии (с 1898 года на оплату их поставок выделялись 20 % выручки от частных рейсов), но с 1904 года эта повинность была заменена выплатой из войсковых капиталов (2156 руб. в год с Амурского и 4724 руб. с Уссурийского войск).
Флотилия базировалась на реке Иман и подчинялась Приамурским казачьим войскам и довольно успешно защищала русских подданных от нападений китайских хунхузов, осуществляла перевозку грузов и пассажиров до 1917 года.
Боксёрское восстание 1900 г., во время которого боксёрские и хунхузские шайки обстреливали русские суда на реке, показало необходимость фактического владения водами Амура и его притоков. Кроме того, подавление этого восстания вылилось для России в настоящую войну с регулярными китайскими войсками, в ходе которой русские войска обороняли КВЖД, Харбин и заняли Маньчжурию. В ходе этих боевых действий военное командование приняло ряд срочных мер: были вооружены полевой артиллерией пароходы Управления водных путей «Хилок», «Третий», «Газимур», «Амазар», «Селенга» и «Сунгари». Пароходы подчинялись армейскому командованию. Их экипажам, а также казакам Амурско-Уссурийской флотилии, под огнём китайцев приходилось сопровождать гражданские пароходы по Амуру, а также прорываться в Харбин по Сунгари.
Во время русско-японской войны 1904—1905 гг. на Амуре находились 6 вооружённых пароходов («Селенга», «Хилок» Военного ведомства, «Третий», «Шестой», «Восемнадцатый», «Аскольд» Пограничной стражи), пограничные катера «Артур» и «Часовой», 7 152-мм двухорудийных плавучих несамоходных батарей Сибирской флотилии («Беркут», «Орёл», «Лунгин», «Чибис», «Гриф», «Сокол», «Крохаль»), 17 устаревших миноносок (№ 3, № 6, № 7, № 9, № 18, № 47, № 48, № 61, № 64, № 91, № 92, № 93, № 95, № 96, № 97, № 98, № 126) и полуподводная миноноска (торпедный катер) «Кета» Сибирской флотилии. Базируясь в основном в Николаевске, эти корабли осуществляли воинские перевозки и противодесантную оборону устья Амура и залива Де-Кастри, хотя непосредственного участия в боевых действиях не принимали (кроме «Кеты»).
Ещё до русско-японской войны, в 1903 году, Морское ведомство принимает решение о создании постоянной военно-морской флотилии на Амуре и постройке для неё специальных военных судов. Незадолго до окончания боевых действий, 2 апреля 1905 года был образован Отдельный отряд судов Сибирской флотилии, включавший в себя все военные корабли на реке Амур. Командование отрядом было поручено капитану 1-го ранга А. А. Кононову. С этой даты исчисляется история российского военного формирования на Амуре.

### 1906—1917 годы
По окончании неудачной для России войны значение военных кораблей на Амуре ещё более возросло.
Для Отдельного отряда были заложены 4 мореходные канонерские лодки типа «Гиляк» для защиты устья Амура. Однако на Амур они не попали, а остались на Балтике, так как из-за глубокой осадки они могли бы плавать только в нижнем течении Амура — от Хабаровска до устья.
- Канонерская лодка «Монгол». 1911.
- Канонерская лодка «Бурят». 1912.
- Канонерская лодка «Зырянин». 1917.
- Башенная канонерская лодка «Шквал» 1911.
- Бронированное посыльное судно типа «Штык».

Зато было начато строительство 10 речных канонерских лодок с малым углублением («Бурят», «Орочанин», «Монгол», «Вогул», «Сибиряк», «Корел», «Киргиз», «Калмык», «Зырянин» и «Вотяк»). Речные канонерские лодки строились на Сормовском заводе, перевозились по железной дороге и собирались в 1907—1909 гг. в Сретенске. Лодки оказались довольно мощными артиллерийскими кораблями, способными оперировать в сложных условиях Амура и Уссури. По окончании постройки лодок завод стал строить пароходы и баржи для частных заказчиков.
Затем началась постройка ещё более сильных башенных канонерские лодок (впоследствии назывались речными мониторами). Построенные в 1907—1909 гг. Балтийским судостроительным заводом и собранные в посёлке Кокуй Читинской губернии, они все вступили в строй в 1910 г. Эти канонерские лодки («Шквал», «Смерч», «Вихрь», «Тайфун», «Шторм», «Гроза», «Вьюга» и «Ураган») являлись самими мощными и совершенными речными кораблями в мире для своего времени.
Кроме того, в состав флотилии были включены 10 бронированных посыльных судов типа «Штык» — первые в мире бронекатера (хотя этого термина тогда ещё не существовало).
Приказом по Морскому ведомству от 28 ноября 1908 г. все амурские суда, причисленные к Сибирской флотилии, были объединены в Амурскую речную флотилию с оперативным подчинением её командующему войсками Приамурского военного округа.
Базировалась флотилия в Осиповском затоне под Хабаровском. Основным недостатком была слабость системы базирования. Судостроительная база у флотилии отсутствовала, так как мастерские в Кокуе (будущий Сретенский завод) обеспечивали только сборку построенных в европейской части России кораблей, а также строительство небольших паровых гражданских судов. Судоремонтная база существовала в виде кустарных портовых мастерских в том же Осиповском затоне.
Существование флотилии сильно помогло в 1910 при пересмотре договора с Китаем о судоходстве по Амуру и его притокам.
К началу Первой мировой войны в состав флотилии входили 8 канонерок 2-го ранга, 10 канлодок 3-го ранга, 10 посыльных судов, 3 парохода, несколько портовых плавсредств и барж. Личный состав насчитывал более 1500 человек.
Однако начавшаяся первая мировая война вынудила произвести частичное разоружение главных боевых кораблей флотилии — с них были сняты и отправлены на Балтику и Чёрное море остро дефицитные дизели, 152- и 120-мм орудия. Большинство кораблей передано в Хабаровский порт на хранение.

### Амурская военная флотилия в годыРеволюции, Гражданской войны и интервенции
В декабре 1917 года флотилия подняла красные флаги, войдя в состав флота Российской Советской Республики. В июле-сентябре 1918 года флотилия принимала участие в борьбе с японскими интервентами, белогвардейцами, чехословацкими воинскими частями. 7 сентября 1918 года находившиеся на приколе в Хабаровске основные силы флотилии захвачены японцами и вошли в состав японской флотилии на р. Амур, а канонерская лодка (канонерка) «Орочанин», посыльное судно «Пика» вместе с 20 гражданскими пароходами и 16 баржами ушли в верховья Зеи, где были уничтожены экипажами в конце сентября 1918 года во избежание захвата. Амурская флотилия как соединение перестало существовать. Белые пытались создать свою флотилию на Амуре, но этому активно воспрепятствовали японцы. В конце 1919 — начале 1920 года японцы частично взорвали корабли флотилии, остальные 17 февраля 1920 года захвачены в Хабаровске «красными» партизанами. Некоторые канонерки были введены в строй, включены в состав организованной 8 мая 1920 года Амурской флотилии Народно-революционной армии Дальневосточной Республики (с 19.04.1921 года — Амурская флотилия Морских сил Дальневосточной республики [ДВР]) и принимали участие в гражданской войне до октября 1922 года. Первоначально они базировались в Хабаровске, но после его захвата в мае 1920 года японцами — в Благовещенске, а с октября 1920 года — снова в Хабаровске. Однако перед уходом из Хабаровска в октябре 1920 года японцы увели на Сахалин 4 канонерские лодки, посыльное судно и несколько вспомогательных судов. Большинство канонерок бывшей Амурской флотилии весь 1920 год продолжали находиться в небоеготовом и полузатопленном состоянии в Хабаровске. 22-23 декабря 1921 года они захвачены там белоповстанческой армией Приамурского края, а в 14 февраля 1922 года — снова «красными» частями Народно-революционной армии Дальневосточной Республики (НРА ДВР). Боеспособные же силы Амурская флотилия Морских сил ДВР («красной» флотилии) к лету 1921 года после ремонта состояли из шести канонерских лодок, пяти вооружённых пароходов, шести катеров, шести тральщиков и до 20 вспомогательных судов. С апреля 1921 года флотилия подчинялась штабу Морских сил ДВР. Флотилия взаимодействовала с сухопутными войсками на реках Амур и Уссури, обороняла минно-артиллерийскую позицию в районе Хабаровска. С 9 января 1922 года входила в Народно-революционный флот ДВР (НРФ ДВР). Последней операцией флотилии в период гражданской войны стал поход отряда кораблей в составе Северной группы сухопутных и морских сил в сентябре-октябре 1922 года для освобождения низовьев Амура от японцев и прояпонских властей. Вскоре после занятия НРА ДВР Владивостока, 7 ноября 1922 года НРФ ДВР вновь разделён на Морской отряд, в который вошли захваченные НРА ДВР во Владивостоке остатки Сибирской флотилии, и Амурскую флотилию НРФ ДВР. Но через несколько дней Дальневосточная Республика объявила о своем присоединении к РСФСР, и, соответственно, флотилия стала 17 ноября 1922 года называться Амурской военной флотилией Морских сил Дальнего Востока РСФСР. В мае 1925 года дипломатическим путём получены от Японии уведенные ею речные корабли.

### Межвоенный период
После интервенции и гражданской войны флотилия находилась в плачевном состоянии, потеряв более половины боевого состава, но в середине 1920-х годов начала восстанавливаться с большим энтузиазмом путём ремонтов, модернизаций и перевооружений доставшихся в наследство от Российской империи речных кораблей, а также переброской по железной дороге из Балтийского и Чёрного морей нескольких бронекатеров. В основном это удалось сделать к 1927—1935 годах, когда в составе флотилии имелись мониторы «Сун-Ят-Сен», «Ленин», «Киров», «Дальневосточный комсомолец», «Дзержинский», «Свердлов», «Красный Восток» (бывшие речные канонерские лодки типа «Шквал», которые по нескольку раз меняли названия), канонерские лодки «Бурят», «Монгол», «Красная Звезда», «Красное Знамя» и «Пролетарий» (бывшие канонерки типов «Бурят» и «Вогул»), а также 7 бронекатеров типов «Партизан», «Копьё», «К» и «Н».
С 6 сентября 1926 года в связи с упразднением Морских сил Дальнего Востока флотилия непосредственно подчинялась начальнику Военно-Морских Сил РККА. С 29 сентября 1927 по 27 июня 1931 называлась Дальневосточной военной флотилией, как и весь будущий Тихоокеанский флот.
В 1929 году принимала участие в боях с китайскими милитаристами в ходе конфликта на Китайско-Восточной железной дороге. В июле 1929 года, сразу после захвата войсками Чжан Сюэляна КВЖД, начались обстрелы советских пароходов и прибрежных населённых пунктов на Амуре и его притоках. В октябре 1929 года, к началу активной фазы боевых действий, Дальневосточная военная флотилия имела в боевом составе 4 монитора во главе с «Лениным», 4 канонерские лодки, плавбазу гидроавиации, 3 бронекатера и несколько других судов. Им противостояла китайская Сунгарийская флотилия из одной мореходной канонерки, 3 речных канонерских лодок, 5 вооружённых пароходов, плавучей батареи и вооружённого транспорта. До конца октября Амурская флотилия наступала по Сунгари до города Фуцзинь. В первый и последний раз за всю историю русских и советских военных речных флотилий 12 октября 1929 года у Лахасусу (Тунцзян) в устье Сунгари произошло полномасштабное артиллерийское сражение основных сил речных флотилий, закончившееся полным разгромом противника — Сунгарийской флотилии. В бою уничтожены три канонерские лодки, два вооружённых парохода и захвачена плавучая батарея, почти все остальные китайские корабли добиты 31 октября в бою у Фудзиня. 20 мая 1930 года за отличные действия по разгрому «белокитайцев» (как их тогда называли) флотилия была награждена орденом Красного Знамени и стала называться Дальневосточной Краснознамённой военной флотилией. Потери флотилии в этих боях составили 3 краснофлотца погибшими и 11 ранеными.
В 1930-х годах в ходе масштабной кампании по освоению Дальнего Востока существенно улучшилась база флотилии. В Хабаровске в 1932 году открылся судостроительный завод «Осиповский затон» (ССЗ № 368, впоследствии судостроительный завод им. С. М. Кирова). С 1934 года интересы Речфлота обслуживал Сретенский судостроительный завод, созданный в Кокуе на базе небольших гражданских верфей и филиалов заводов. Для Военно-Морского Флота и пограничников этот завод строил вспомогательные суда и катера. Но крупнейшим судостроительным предприятием на Амуре стал судостроительный завод № 199 им. Ленинского Комсомола (ныне Амурский судостроительный завод) в г. Комсомольск-на-Амуре, строивший корабли с 1935 года. Ремонтные базы действовали в Хабаровске и Комсомольске.

### Амурская военная флотилия перед войной и в годы Второй мировой войны
27 июня 1931 года флотилия переименована в Амурскую Краснознамённую военную флотилию. В предвоенные годы, с 1935—1937 гг., роль флотилии существенно возросла в связи с оккупацией Японией Маньчжурии и появлением советско-японского очага напряжённости вдоль линии границы. Флотилия стала активно пополняться специальными речными военными кораблями новой постройки. В их число вошёл один из первенцев советской мониторной программы — монитор «Активный» (1935 год), большие «амурские» бронекатера проекта 1124 (БКА пр. 1124) с двумя танковыми башнями (или с одной башней и установкой типа «Катюша») и малые «днепровские» бронекатера проекта 1125 с одной танковой башней. Первых к 1945 году насчитывалось 31, вторых — 42. Кроме того, к 1941 году флотилия пополнилась восемью канонерским лодками, переоборудованными из речных пароходов, а также минным и боно-сетевым заградителями, речными тральщиками, минными катерами, плавучими зенитными батареями и другими необходимыми судами.
Негативным образом на развитии флотилии сказались масштабные репрессии против её командных кадров: в годы массовых репрессий в РККА по делу об «антисоветском военном заговоре» на флотилии было арестовано 174 человека командно-начальствующего состава, из которых расстреляны и умерли в местах заключения 85 человек, к началу войны освобождено 70 человек, остальные продолжили отбывать сроки заключения.
7 ноября 1941 года сводный батальон моряков (602 человека) Амурской Краснознамённой военной флотилии принял участие в Параде города Куйбышева.
Ко времени зенита своей военной мощи в 1945 году флотилия состояла из 1-й, 2-й и 3-й бригад речных кораблей с базированием в Хабаровске (каждая бригада состояла из 2-3 мониторов или двух дивизионов по 2-4 канонерских лодок, двух отрядов бронекатеров по 4 единицы, дивизиона из 4 тральщиков, одного-двух отрядов катерных тральщиков и отдельные корабли), а также Зейско-Буреинской бригады речных кораблей с базированием на Благовещенск (1 монитор, 5 канонерских лодок, два дивизиона бронекатеров, всего 16 БКА, дивизион из 3 тральщиков, отряд катерных тральщиков, два отряда глиссеров), Сретенского отдельного отряда речных кораблей (8 бронекатеров в двух отрядах и два глиссера), Уссурийского отдельного отряда из 3 бронекатеров с базированием в Имане, Ханкайского отдельного отряда из 4 бронекатеров и Охраны рейдов главной базы флотилии. Амурская речная флотилия располагала девятью отдельными дивизионами зенитной артиллерии, на вооружении которых состояло 28 76-мм орудий, 18 40-мм зенитных автоматов «Бофорс» и 24 20-мм зенитных автоматов «Эрликон». Кроме этого флотилия располагала собственными ВВС в составе истребительного полка, отдельных эскадрильи и отряда. Всего имелось 27 ЛаГГ-3, 13 И-153-бис, 10 Як-3, 8 Ил-2, 7 И-16, 3 МБР-2, 3 По-2, 2 Як-7, 1 СБ, 1 Су-2. При этом, несмотря на заблаговременную подготовку к войне с Японией и наличие подготовленного резерва в виде двух европейских флотилий, Амурская флотилия была укомплектована офицерским составом только на 91,6 %, а старшинским и рядовым — на 88,7 % и четыре сравнительно крупных корабля было в ремонте. Ситуацию нивелировала хорошая специальная подготовка личного состава. Последнее отчасти объясняется тем, что в годы Великой Отечественной войны, даже в сравнении с Тихоокеанским флотом, Амурская флотилия находилась в постоянной готовности к отражению агрессии, а потому её личный состав старались не «растаскивать». Старшинский и большая часть рядового состава к тому времени прослужили по 6—8 лет, а большая часть офицеров пришли на флотилию 10-15 лет назад.
При планировании боевых действий против Японии основная задача Амурской флотилии была определена как содействие войскам в форсировании водных преград и в наступлении на сунгарийском операционном направлении. Большое внимание уделялось противодействию японской речной Сунгарийской флотилии (5 канонерских лодок, 12 бронекатеров, 10 сторожевых катеров, ряд вспомогательных кораблей, 3 полка морской пехоты).
В августе 1945 года Амурская флотилия принимала участие в войне с Японией, находясь в оперативном подчинении 2-го Дальневосточного фронта. В первые дни Маньчжурской наступательной операции флотилия обеспечила форсирование советскими войсками Амура (Фуюаньский десант и Сахалянский десант) и массовую переброску войск на южный берег Амура. А затем основные силы флотилии направились в поход вверх по реке Сунгари, поддерживая продвижение советских войск вдоль реки. По Сунгари корабли флотилии проникли в центральную часть Маньчжурии до Харбина, высаживая многочисленные тактические десанты в тыл японским войскам, наиболее крупные: в городах Гойцзя (10.08.1945, высажен стрелковый батальон), Айгунь (10.08.1945, высажен усиленный батальон), Цике (10.08.1945, высажены две стрелковые роты), Фуцзинь (11.08.1945), Сусутунь (15.08.1945, высажены две стрелковые роты), Мынгали (16.08.1945, высажены две стрелковые роты), Цзямусы (16.08.1945), Хунхэдао (17.08.1945, высажен стрелковый батальон), Саньсин (18.08.1945, высажены два стрелковых полка). Корабли обстреливали японские укрепленные позиции, захватили в Харбине все корабли Сунгарийской речной флотилии Маньчжоу-Диго (до 30 боевых кораблей, свыше 30 буксирных пароходов, 20 грузопассажирских пароходов, около 100 барж и мелких вспомогательных и гражданских судов).
По итогам участия в Маньчжурской операции семь моряков-амурцев — Антонов Н. В., Корнер В. Д., Воронков М. Г., Сорнев И. А., Хворостянов И. А., Кузнецов С. М., Голубков Н. Н.) удостоились звания Героя Советского Союза.

### Послевоенный период
После войны флотилия пополнилась трофеями, среди которых наиболее ценными стали четыре канонерских лодки японской постройки, ранее принадлежавших маньчжурской Сунгарийской флотилии. Кроме того в строй вступили 40 новых, более защищённых и с лучшим вооружением, бронекатеров проекта 191М, которые поистине могли считаться «речными танками». Наконец для устья Амура в 1942—1946 гг. были построены три мощных монитора проекта 1190 (типа «Хасан»), которые короткое время состояли и в Амурской флотилии. Тем не менее, с начала 1950-х гг. в СССР начинается упадок речных флотилий. Для них не строятся новые корабли. Не последнюю роль сыграло и образование в 1949 году первоначально дружественной Китайской Народной Республики. К 1955—1958 гг. все имеющиеся речные военные флотилии были расформированы, а входившие в их состав корабли и катера пошли на слом. Это было недальновидно, так как бронекатера не требуют для сохранения больших затрат — их легко хранить на берегу в законсервированном виде, как некогда хранилось огромное количество танков, артиллерии и автомобилей. Амурская флотилия была расформирована в августе 1955 года. Вместо неё создана Краснознамённая Амурская военно-речная база Тихоокеанского флота.
С началом 1960-х годов отношения СССР и Китая стали резко ухудшаться. Беззащитность реки Амур стала настолько очевидной, что военное руководство страны было вынуждено срочно возрождать военно-речные силы. В 1961 году создана Амурская бригада (впоследствии дивизия) речных кораблей ТОФ. Для неё пришлось строить новые корабли: основу речных сил составили артиллерийские катера проекта 1204, которых в 1966—1967 гг. построили 118 ед., а также 11 малых артиллерийских кораблей проекта 1208, построенных в 1975—1985 гг. Первые должны были стать заменой прежних бронекатеров, вторые — речных мониторов. Однако, по мнению специалистов и военных, полноценной замены не получилось: если бронекатера пр. 191М создавались именно для войны как «речные танки», то новые артиллерийские катера скорее представляют собой патрульные катера мирного времени с противопульной защитой. МАКи пр. 1208 по разным причинам получились также не очень удачными. Кроме того, специально для пограничников в 1979—1984 гг. построили одиннадцать пограничных сторожевых кораблей проекта 1248 (на основе МАК пр. 1208), а для штабных и управленческих целей — в те же годы восемь ПСКР проекта 1249. Зарубежные аналоги советских речных кораблей проектов 191М, 1204, 1208 либо значительно им уступают, либо отсутствуют совсем.
С этим корабельным составом бывшая Амурская флотилия приняла на себя напряжение советско-китайских пограничных конфликтов, пик которых пришёлся на 1969 год, и с ним же вступила в 1990-е годы. Снова начались реорганизации… Указом президента РФ от 7 февраля 1995 г. создана Амурская пограничная речная флотилия в составе пограничных войск Российской Федерации. Однако вскоре указом президента РФ от 7 июня 1998 г. Амурская пограничная речная флотилия расформирована. Из-за недофинансирования соединение разделено на отдельные бригады пограничных сторожевых кораблей и катеров. Все боевые корабли и катера переданы Федеральной пограничной службе. В 2000 году на Амуре дислоцировалось 5 бригад и 1 дивизион пограничных кораблей и катеров: 32 ПСКР проекта 1204, 12 ПСКР проекта 1248, 5 ПСКР проекта 1249, 2 ПСКА проекта 1408.1, 12 ПСКА проекта 371, 3 МАКа, 2 «Сайгака», 3 танкера (2 больших и 1 маленький), 2 самоходные баржи, 1 невооружённый речной катер, 2 танковоза. В 2003 году разрезаны на металлолом МАКи (малые артиллерийские корабли), часть десантных кораблей «Мурена» (остальные проданы Южной Корее). По состоянию на 2008 год кроме нескольких десятков пограничных сторожевых кораблей (например, проекта 1248 «Москит») и катеров, от Амурской военной флотилии уцелел только один военный корабль — малый артиллерийский корабль «Вьюга». В 2009 году за Пограничной службой на Амуре числилось 15 речных артиллерийских бронекатеров проекта 1204 «Шмель» (возможно уже списаны), 1 речной малый артиллерийский корабль проекта 1208 «Слепень», от 7 до 9 речных артиллерийских катера проекта 1248.1 «Москит», 8 речных бронекатеров управления проекта 1249 и 3 артиллерийских бронекатера проекта 12130 «Огонек».

## Состав флотилии

### В1910 году
- 8 речных канонерских лодок (позднее мониторов) типа «Шквал» («Шторм», «Ураган», «Смерч», «Вихрь», «Тайфун», «Вьюга», «Гроза», «Шквал»)
- 3 речные канонерские лодки типа «Бурят» («Бурят», «Монгол», «Орочанин»)
- 7 речных канонерских лодок типа «Вогул» («Вогул», «Вотяк», «Калмык», «Киргиз», «Корел», «Сибиряк», «Зырянин»)
- 10 посыльных судов (бронекатеров) типа «Штык» («Штык», «Палаш», «Пуля», «Пистолет», «Шашка», «Кинжал», «Рапира», «Сабля», «Пика», «Копьё»).
- 3 вооружённых парохода — «Сильный», и ещё 2 (возможно «Хилок» и «Селенга»).

### В мае-июне1920 года
- 3 вооружённых парохода («Карл Маркс», «Марк Варягин», «Труд»)
- минный заградитель «Муравьев-Амурский»
- 2 катера

### Осенью1921 года
- 2 монитора («Шторм», «Ураган»)
- 3 канонерские лодки («Вогул», «Калмык», «Сибиряк»)
- 5 вооружённых пароходов («Ерофей Хабаров», «Марк Варягин», «Москва», «Павел Журавлёв», «Труд»)
- 4 бронекатера («Барс», «Тигр», «Дарчи», «Хивин»)
- 5 вооружённых катеров («Дело рабочей руки», «Альбатрос», «Кондор», «Кречет», «Сокол», «Стрела»)
- 2 плавучие батареи
- минный заградитель «Муравьев-Амурский»
- 4 тральщика («Бурея», «Зея», «Желтуга», «Иногда», «Онон»)
- плавбаза дивизиона катеров «Иртыш»
- буксиры «Нерчинск» и «Фейерверкер»[31].

### В октябре1929 года
- 4 монитора («Ленин» — бывший «Шторм», «Красный Восток» — бывший «Ураган», «Свердлов» — бывший «Вьюга», «Сун Ят-Сен» — бывший «Шквал»)
- 4 канонерские лодки («Бурят», «Беднота» — бывшая «Вогул», «Красное знамя» — бывшая «Сибиряк», «Пролетарий» — бывшая «Вотяк»)
- 3 бронекатера («Копьё», «Пика», «Барс»)
- 1 минный заградитель «Сильный» (бывший вооружённый пароход, переоборудован и переквалифицирован в минный заградитель в 1926 г.)
- группа тральщиков
- десантный батальон
- авиаотряд (14 гидросамолётов МР-1 и плавбаза гидроавиации «Амур»)[32].

### В начале августа1945 года
126 кораблей в боевом составе, в том числе:
- 8 мониторов («Ленин» (бывший «Шторм»), «Красный Восток» (бывший «Ураган»), «Свердлов» (бывший «Вьюга»), «Сун Ят-Сен» (бывший «Шквал», «Сучан» с 19.07.1947 года), «Киров» (бывший «Смерч», в ремонте), «Дальневосточный комсомолец» (бывший «Вихрь»), «Дзержинский» (бывший «Тайфун», в ремонте) и «Активный» — построенный в 1935 г.
- 13 канонерских лодок («Бурят» (в ремонте), «Монгол», «Красное Знамя» (в ремонте), «Пролетарий», «Красная Звезда» — бывшая «Беднота», а также КЛ-30, КЛ-31, КЛ-32, КЛ-33, КЛ-34, КЛ-35, КЛ-36 и КЛ-37)
- от 52 (к началу войны) до 82 (к осени) бронекатеров (из них 31 проекта 1124 — БК-11..15, БК-20, БК-22..25, БК-41..48, БК-51..56, БК-61..66, 42 проекта 1125 — БК-16…19, БК-26..29, БК-31..38, БК-85..90, БК-104..111, БК-141..152, «Тревога», «Партизан», БК-93, БК-94, БК-71, БК-73, БК-75, БК-81, БК-84)
- минный заградитель «Сильный»
- боно-сетевой заградитель ЗБС-1
- 15 речных тральщиков (РТЩ-1…4, 50..59 и РТЩ-64)
- 36 катеров-тральщиков
- 7 минных катеров
- 45-й отдельный истребительный авиаполк
- 10-й отдельный авиаотряд (всего 68 самолётов), личный состав 12,5 тыс. чел[33].

### В начале 1950-х годов
- 3 морских монитора («Хасан», «Перекоп», «Сиваш») (в 1955 г.)
- 8 речных мониторов «Сучан» (быв. «Сун Ят-Сен»), «Ленин», «Киров», «Дальневосточный комсомолец», «Дзержинский», «Свердлов», «Красный Восток», «Активный») (до 1952—1953 гг.)
- 7 речных канонерских лодок («Бурят», «Красная Звезда», «Красное Знамя», КЛ-55, КЛ-56, КЛ-57, КЛ-58) (до 1951—1953 гг.)
- 40 бронекатеров проекта 191М
- некоторое количество бронекатеров проектов 1124 и 1125.

### В1969 году
- артиллерийские катера проекта 1204
- речные тральщики
- десантные катера и др. суда.

### В середине 1980-х годов
- 8 малых артиллерийских кораблей проекта 1208 (МАК-2, МАК−6, МАК−4, МАК−7, МАК−8 «Хабаровский комсомолец», МАК-10, МАК-3, МАК-11 (перечислены в порядке постройки) и 3 МАК в составе морчастей погранвойск.
- несколько десятков артиллерийских катеров проекта 1204 (АК-201 и др.)
- 11 пограничных сторожевых кораблей проекта 1248
- 8 пограничных сторожевых (штабных) кораблей проекта 1249 (ПСКР-52…59)
- пограничные сторожевые катера проектов 1496, 1415 и др.
- десантно-штурмовые катера на воздушной подушке проекта 1205
- десантно-высадочные катера на воздушной подушке проекта 12061
- речные тральщики, базовые суда снабжения и др.

### В1997 году
- 10 ПСКР пр. 1208 («Вихрь», «Вьюга», «Гроза», «Смерч», «Тайфун», «Ураган», «Шквал», «Шторм», «60 лет ВЧК», «Имени 60-лет погранвойск»)
- 6 ПСКР пр. 1248 (ПСКР-312…)
- 8 ПСКР пр. 1249 (ПСКР-52…59)
- 31 пограничный сторожевой катер пр. 1204 (П-340..344, П-346..351, П-355..363, П-365..368, П-370..372, П-374..377)
- 2 пограничных сторожевых катера пр. 1496
- 4 пограничных сторожевых катера пр. 1415
- 13 десантно-штурмовых катеров (Д-419, 421, 425, 428, 429, 433, 434, 437, 438, 442, 446, 447, 448)
- 8 десантно-высадочных катеров пр. 12061 (Д-142, 143, 259, 285, 323, 447, 453, 458)
- танкеры, разъездные катера и др., не считая судов армейских соединений, МВД, Рыбоохраны и т. д.

### В 1999 году
Расформирована 11 ОБРПСКР (Джалинда), Дивизион ПСКа в составе Сковородинсого ПОГО

### В 2000 году
- Дивизион ПСКа (Джалинда) передислоцирован в г. Благовещенск (Астрахановка)
- 12 ОБРПСКР (Благовещенск)

ПСКР проекта 1248, ПСКР проекта 1249, 18 ПСКР проекта 1204, ПСКА проекта 1408.1, ПСКА проекта 371
- 13 ОБРПСКР (Ленинское)

9 ПСКР проекта 1248, ПСКР проекта 1249
- 14 ОБРПСКР (Казакевичево)

2 ПСКР проекта 1248, 2 ПСКР проекта 1249, ПСКР проекта 1208, 12 ПСКР проекта 1204, ПСКА проекта 1408.1, ПСКА проекта 371, 3 МАКа, 2 «Сайгака», 3 танкера (2 больших и 1 маленький), 2 самоходные баржи, 1 невооружённый речной катер, 2 танковоза
- 15 ОБРПСКР (Дальнереченск)

ПСКР проекта 1249, ПСКР проекта 1204, 9 ПСКА проекта 371
- ОДнПСКа (Сретенск)

ПСКа разных проектов, ПМКа проекта 1398 «Аист», а также группа ПМКа в пос. Приаргунск (подчиняется командиру ОДнПСКа)
- С 2008 ОДнПСКа (г. Сретенск) реорганизован в дивизион ПСКа и переподчинён Пограничной службе в пос. Кокуй.

- Катер флотилии 9 мая 1982 Хабаровск.
- ДКВП «Скат» пр. 1205 1982 год Хабаровск.
- «Вьюга», ПСКР 2-го ранга (МАК) проекта 1208.
- Пограничный сторожевой корабль (ПСКР) 3-го ранга проекта 1248.
- ПСКР-314 3-го ранга проекта 1248.
- ПСКР-317 «Хабаровск» проекта 1248.
- ПСКР проекта 1249[34].
- ПСКР-58 проекта 1249.
- «Василий Поярков» (ПСКР-322 проекта 1248).
- ПСКР «60 лет погранвойск». Хабаровск.
- ПСКР-305 пришёл в Хабаровск из Ленинского.
- ПСКР-200, ПСКР 4-го ранга (артиллерийский катер проекта 12130 «Огонёк»).
- Десантный катер проекта 1176 «Акула».
- Речной ПСКР-496 пр. 1741А «Обь».
- Речной танкер-бункеровщик проекта 1481.
- Пограничный сторожевой катер проекта 14081 «Сайгак».
- Пограничный сторожевой катер.
- Транспортировка военной техники на пароме, собранном из комплекта Понтонно-мостовой парк.
- Катер проекта 14081М «Сайгак», принадлежит Федеральной таможенной службе.
- Пограничный сторожевой катер на воздушной подушке «Марс-700».
- Хабаровск, Краснофлотский район. Железобетонная аппарель, по которой «Скаты» и «Мурены» из ангаров на Заячьем полуострове выходили на акваторию Амура.
- Дивизион пограничных кораблей, 2005.
- Дивизион пограничных кораблей, 2010.
- Здание штаба флотилии, 2013 г. Хабаровск.
- Здание тыла флотилии, 2013 г. Хабаровск.

## Командующие флотилией
- 1905—1910 — А. А. Кононов, капитан 1 ранга
- 1910—1913 — К. В. Бергель, контр-адмирал[35]
- 1913—1917 — А. А. Баженов, вице-адмирал
- коллегиально:
  - 6 декабря 1917 — сентябрь 1918 — Болотов, матрос, председатель Центрального комитета (ЦК) флотилии
  - 6 декабря 1917 — сентябрь 1918 — Г. Г. Огильви, капитан 1-го ранга, начальник Военного отдела ЦК[1]
- 7 мая 1920 — 14 апреля (июнь) 1921 — В. Я. Канюк, военмор[1]
- июнь — август 1921 — В. А. Подерни (врид), военмор
- август — октябрь 1921 — Н. В. Третьяков, военмор
- октябрь 1921 — январь 1922 — Н. П. Орлов, военмор
- ноябрь 1922 — январь 1923 — Е. М. Воейков, военмор
- январь — декабрь 1923 — П. А. Тучков, военмор
- декабрь 1923 — апрель 1926 — С. А. Хвицкий, военмор[36]
- май — сентябрь 1926 — В. В. Селитренников[37]
- сентябрь 1926 — ноябрь 1930 — Я. И. Озолин
- ноябрь 1930 — октябрь 1933 — Д. П. Исаков
- октябрь 1933 — январь 1938 — И. Н. Кадацкий-Руднев, флагман 1-го ранга
- февраль 1938 — февраль 1939 — флагман 2-го ранга Ф. С. Октябрьский
- февраль — июль 1939 — Д. Д. Рогачёв, капитан 1-го ранга
- июль 1939 — июль 1940 — А. Г. Головко, флагман 2-го ранга (с 06.1940 — контр-адмирал)
- июль — август 1940 — М. И. Фёдоров, капитан 2 ранга
- август 1940 — июнь 1943 — П. С. Абанькин, контр-адмирал
- июнь 1943 — март 1944 — Ф. С. Октябрьский, вице-адмирал
- март — сентябрь 1944 — П. С. Абанькин, контр-адмирал (с 07.1944 — вице-адмирал)
- сентябрь 1944 — июль 1945 — Ф. С. Седельников, вице-адмирал
- июль 1945 — октябрь 1948 — Н. В. Антонов, контр-адмирал
- октябрь 1948 — январь 1949 — А. И. Цыбульский, капитан 1-го ранга
- январь 1949 — февраль 1951 — В. Г. Фадеев, вице-адмирал
- февраль 1951 — ноябрь 1953 — Г. Г. Олейник, контр-адмирал
- январь 1954 — сентябрь 1955 — А. А. Ураган, контр-адмирал

Командующие Амурской пограничной речной флотилией
- февраль 1995 — ноябрь 1997 — В. А. Нечаев, вице-адмирал
- декабрь 1997 — июнь 1998 — А. А. Манченко, контр-адмирал